# Brisinga panopla
Brisinga panopla is een veertienarmige zeester uit de familie Brisingidae.
De wetenschappelijke naam van de soort werd in 1906 voor het eerst gepubliceerd door Walter Kenrick Fisher. De soort werd beschreven aan de hand van materiaal dat was opgedregd van dieptes tussen 281 en 528 vadem (514 tot 966 meter) bij Hawaï in water met een temperatuur van 41°F (5°C) tijdens een tocht met het onderzoeksschip Albatross in voorjaar en zomer van 1902. Het type-materiaal kwam van een locatie bij het eiland Niihau. In totaal werden in 1902 bij Hawaï 4 exemplaren verzameld.